# Dinastia Capet de Borgonya
La dinastia capeta de Borgonya va governar el ducat de Borgonya entre el 1015 i la seva extinció el 1361.

## Genealogia
```
Robert II de França
 (972-1031)
x 3) 
Constança d'Arle

│
├─>
Enric I de França
 (1008-1060)
```

```
│ x 
Anna de Kíev

│ │
│ └─> 
Dinastia Capet

│ 
└3>
Robert I
 el Vell (1011-1076), duc de Borgonya
X 1) Elia de Sémur
X 2) Ermengearda Blanca d'Anjou-Gâtinais
│
├1>Hug (1034-1060)
│
├1>
Enric
 (1035-entre 1070 i 1074)
│ X 
Sibil·la de Barcelona
 │ │
│ ├─>
Hug I
 (1057-1093), duc de Borgonya
│ │ X Iolanda de Nevers
│ │
│ ├─>
Eudes I
 (1058-1103), duc de Borgonya
│ │ X Sibil·la de Borgonya
│ │ │
│ │ ├─>
Elena
 (1080-1142)
│ │ │ X 1) 
Bertran de Trípoli
 (-1112)
│ │ │ X 2) 
Guillem III Talvas
, comte d'Alençon
│ │ │
│ │ ├─>Florina (1083-1097)
│ │ │ X Sven (-1097), príncep danès
│ │ │
│ │ ├─>
Hug II
 (1084-1143), duc de Borgonya
│ │ │ X Matilda de Mayenne
│ │ │ │
│ │ │ ├─>Angelina (1116-1163)
│ │ │ │ X 
Hug I de Vaudémont
 (-1155)
│ │ │ │
│ │ │ ├─>Clemència, (1117-)
│ │ │ │ X Enric III de Donzy (-1187)
│ │ │ │
│ │ │ ├─>
Eudes II
 (1118-1162), duc de Borgonya
│ │ │ │ X Maria de Blois
│ │ │ │ │
│ │ │ │ ├─>Alix (1146-1192)
│ │ │ │ │ X 
Arquembald VII de Borbó

│ │ │ │ │
│ │ │ │ ├─>
Hugues III
 (1148-1192), duc de Borgonya
│ │ │ │ │ X 1) 
Alix de Lorena
 (1145-1200)
│ │ │ │ │ X 2) 
Beatriu d'Albon
 (1161-1228)
│ │ │ │ │ │
│ │ │ │ │ ├1>
Eudes III
 (1166-1218), duc de Borgonya
│ │ │ │ │ │ X 1)
Matilda
 o Teresa de Portugal (1157-1218)
│ │ │ │ │ │ X 2)
Alix de Vergy
 (1170-1252)
│ │ │ │ │ │ │
│ │ │ │ │ │ ├─>Joana (1200-1223)
│ │ │ │ │ │ │ X 
Raoul II de Lusignan
 († 1250), 
comte d'Eu

│ │ │ │ │ │ │
│ │ │ │ │ │ ├─>Beatriu 
│ │ │ │ │ │ │ X Humbert III, senyor de Thoiré i Villers a Bresse
│ │ │ │ │ │ │
│ │ │ │ │ │ ├─>Alix de Borgonya(1204-1266) 
│ │ │ │ │ │ │ X 
Robert I Delfí
, comte de Clermont († 1262)
│ │ │ │ │ │ │
│ │ │ │ │ │ ├─>
Hug IV
 (1213-1272), duc de Borgonya
│ │ │ │ │ │ │ X 1) 
Iolanda de Dreux (1212-1248)

│ │ │ │ │ │ │ X 2) 
Beatriu de Xampanya
 (1242 - 1295)
│ │ │ │ │ │ │ │
│ │ │ │ │ │ │ ├1>
Eudes de Borgonya (1230-1269)
, comte de Nevers, d'Auxerre i de Tonnerre
│ │ │ │ │ │ │ │ X 
Matilde de Dampierre
 (1234-1262)
│ │ │ │ │ │ │ │ │
│ │ │ │ │ │ │ │ ├─>
Iolanda
 (1247-1280), comtessa de Nevers
│ │ │ │ │ │ │ │ │ X 1) 
Joan de França (1250-1270)

│ │ │ │ │ │ │ │ │ X 2) 
Robert III de Flandes

│ │ │ │ │ │ │ │ │
│ │ │ │ │ │ │ │ ├─>
Margarida
 (1249-1308), comtessa de Tonnerre
│ │ │ │ │ │ │ │ │ x 
Carles I de Sicília

│ │ │ │ │ │ │ │ │
│ │ │ │ │ │ │ │ └─>
Alix
 (1254-1290), comtessa d'Auxerre
│ │ │ │ │ │ │ │ x 
Joan I de Chalon
 (-1309)
│ │ │ │ │ │ │ │
│ │ │ │ │ │ │ ├1>
Joan de Borgonya (1231-1267)
, senyor de Borbó
│ │ │ │ │ │ │ │ X 
Agnès de Dampierre

│ │ │ │ │ │ │ │ │
│ │ │ │ │ │ │ │ └─>
Beatriu de Borgonya (1257-1310)
, senyora de Borbó
│ │ │ │ │ │ │ │ x 
Robert de França (1256-1317)
, comte de Clermont
│ │ │ │ │ │ │ │
│ │ │ │ │ │ │ ├1>Alix (1233-1273)
│ │ │ │ │ │ │ │ X 
Enric III de Brabant

│ │ │ │ │ │ │ │
│ │ │ │ │ │ │ ├1>Margarida (-1277)
│ │ │ │ │ │ │ │ X 1) Guillem III de Mont-St-Jean (+1256)
│ │ │ │ │ │ │ │ X 2) 
Guiu VI de Llemotges

│ │ │ │ │ │ │ │
│ │ │ │ │ │ │ ├1>
Robert II
 (1248-1306), duc de Borgonya
│ │ │ │ │ │ │ │ X 
Agnès de França (1260-1325)

│ │ │ │ │ │ │ │ │
│ │ │ │ │ │ │ │ ├─>Joan (1279-1283)
│ │ │ │ │ │ │ │ │
│ │ │ │ │ │ │ │ ├─>Margarida (1285- morta en la infància)
│ │ │ │ │ │ │ │ │
│ │ │ │ │ │ │ │ ├─>
Blanca de Borgonya (1288-1348)

│ │ │ │ │ │ │ │ │ X 
Eduard I de Savoia

│ │ │ │ │ │ │ │ │
│ │ │ │ │ │ │ │ ├─>
Marguarida de Borgonya (1290-1315)

│ │ │ │ │ │ │ │ │ X 
Lluís X de França

│ │ │ │ │ │ │ │ │
│ │ │ │ │ │ │ │ ├─>
Joana de Borgonya(v. 1293-1349)

│ │ │ │ │ │ │ │ │ X 
Felip VI de França

│ │ │ │ │ │ │ │ │
│ │ │ │ │ │ │ │ ├─>
Hugues V
 (1294-1315), duc de Borgonya
│ │ │ │ │ │ │ │ │
│ │ │ │ │ │ │ │ ├─>
Eudes IV
 (1295-1349), duc de Borgonya
│ │ │ │ │ │ │ │ │ X 
Joana de França

│ │ │ │ │ │ │ │ │ │
│ │ │ │ │ │ │ │ │ ├─>un fill (1322-1322)
│ │ │ │ │ │ │ │ │ │
│ │ │ │ │ │ │ │ │ ├─>
Felip Senyor
 (1323-1346)
│ │ │ │ │ │ │ │ │ │ X 
Joana I comtessa d'Alvèrnia

│ │ │ │ │ │ │ │ │ │ │
│ │ │ │ │ │ │ │ │ │ ├─>Joana (1344-1360)
│ │ │ │ │ │ │ │ │ │ │
│ │ │ │ │ │ │ │ │ │ ├─>Margarida (1345- morta jove)
│ │ │ │ │ │ │ │ │ │ │
│ │ │ │ │ │ │ │ │ │ └─>
Felip de Rouvres
 (1346-1361), duc de Borgonya
│ │ │ │ │ │ │ │ │ │ X 
Margarida III de Flandes

│ │ │ │ │ │ │ │ │ │
│ │ │ │ │ │ │ │ │ ├─>Joan (1325-1328)
│ │ │ │ │ │ │ │ │ │
│ │ │ │ │ │ │ │ │ ├─>un fill (1327-mort jove)
│ │ │ │ │ │ │ │ │ │
│ │ │ │ │ │ │ │ │ ├─>un fill (1330-mort jove)
│ │ │ │ │ │ │ │ │ │
│ │ │ │ │ │ │ │ │ └─>un fill (1335-mort jove)
│ │ │ │ │ │ │ │ │
│ │ │ │ │ │ │ │ ├─>
Maria de Borgonya (1298-)

│ │ │ │ │ │ │ │ │ X 
Eduard I de Bar

│ │ │ │ │ │ │ │ │
│ │ │ │ │ │ │ │ ├─>
Lluís de Borgonya
 (1297-1316), príncep d'Acaia, rei titular de Tessalònica
│ │ │ │ │ │ │ │ │ X Matilda d'Hainaut
│ │ │ │ │ │ │ │ │
│ │ │ │ │ │ │ │ └─>Robert de Borgonya(1302-1334)
│ │ │ │ │ │ │ │ X 
Joana de Chalon
, comtessa de Tonnerre
│ │ │ │ │ │ │ │
│ │ │ │ │ │ │ ├2>
Beatriu de Borgonya(1260-1328)

│ │ │ │ │ │ │ │ X 
Hug XIII de Lusignan
, comte de la Marca i d'Angulema (1259-1310)
│ │ │ │ │ │ │ │
│ │ │ │ │ │ │ ├2>Hug (1260-1288), senyor de Montréal i vescomte d'Avallon
│ │ │ │ │ │ │ │ X Margarida de Chalon (-1328) senyora de Montreal
│ │ │ │ │ │ │ │ │
│ │ │ │ │ │ │ │ ├─>Beatriu (1281-1291), senyora de Montréal
│ │ │ │ │ │ │ │ │
│ │ │ │ │ │ │ │ └─>un fill (1284-mort jove)
│ │ │ │ │ │ │ │
│ │ │ │ │ │ │ ├2>Margarida (-1300)
│ │ │ │ │ │ │ │ X Joan I de Chalon, senyor d'Arlay (1259-1316)
│ │ │ │ │ │ │ │
│ │ │ │ │ │ │ ├2>Joana, monja, (-1295)
│ │ │ │ │ │ │ │
│ │ │ │ │ │ │ └2>Isabel, (1270 - 1323)
│ │ │ │ │ │ │ X 1) 
Rodolf I d'Habsburg
 (1218-1291)
│ │ │ │ │ │ │ X 2) Pere de Chambly, senyor de Neauphle
│ │ │ │ │ │ │
│ │ │ │ │ │ └─>Beatriu (1216-)
│ │ │ │ │ │ X Humbert III de Thoire (-1279)
│ │ │ │ │ │
│ │ │ │ │ │ 
branca de 
Montagu

│ │ │ │ │ ├1>Alexandre (1170 - 1205), senyor de Montagu
│ │ │ │ │ │ X Beatriu de Rion
│ │ │ │ │ │ │
│ │ │ │ │ │ ├─>Eudes I (1196-1245), senyor de Montagu
│ │ │ │ │ │ │ X Elisabet de Courtenay 
│ │ │ │ │ │ │ │
│ │ │ │ │ │ │ ├─>Alexandre II (1221-1249), senyor de Bussy
│ │ │ │ │ │ │ │ X Margarida de Mont-Saint-Jean
│ │ │ │ │ │ │ │
│ │ │ │ │ │ │ ├─>Guillem I (1222-1300), senyor de Montagu
│ │ │ │ │ │ │ │ X 1) Jaumeta, senyora de Sombernon 
│ │ │ │ │ │ │ │ X 2) Maria dels Barres
│ │ │ │ │ │ │ │ │
│ │ │ │ │ │ │ │ ├1>Alexandre III (1250-1296), senyor de Sombernon
│ │ │ │ │ │ │ │ │ X 1) Agnes de Neuchatel
│ │ │ │ │ │ │ │ │ X 2) Agnes de Noyers
│ │ │ │ │ │ │ │ │ │
│ │ │ │ │ │ │ │ │ ├2>Esteve I (1273-1315), senyor de Sombernon
│ │ │ │ │ │ │ │ │ │ X Maria de Bauffremont, senyora de Couches
│ │ │ │ │ │ │ │ │ │ │
│ │ │ │ │ │ │ │ │ │ ├─>Esteve II (1296-1339), senyor de Sombernon
│ │ │ │ │ │ │ │ │ │ │ X Joana de Verdun, senyora de Chevigny 
│ │ │ │ │ │ │ │ │ │ │ │
│ │ │ │ │ │ │ │ │ │ │ ├─>Guilleum II (1320-1350), senyor de Sombernon
│ │ │ │ │ │ │ │ │ │ │ │ X 1) NN
│ │ │ │ │ │ │ │ │ │ │ │ X 2) Laura de Bordeus
│ │ │ │ │ │ │ │ │ │ │ │ │
│ │ │ │ │ │ │ │ │ │ │ │ ├─>Joan (1341-1410), senyor de Sombernon
│ │ │ │ │ │ │ │ │ │ │ │ │ X Maria de Beaujeu
│ │ │ │ │ │ │ │ │ │ │ │ │ │
│ │ │ │ │ │ │ │ │ │ │ │ │ ├─>Caterina (1365-ap.1431), senyora de Sombernon i de Malain
│ │ │ │ │ │ │ │ │ │ │ │ │ │ X 1) Guillem de Villersexel (+1396)
│ │ │ │ │ │ │ │ │ │ │ │ │ │ X 2) Gerard, senyor de Ternier (+1418)
│ │ │ │ │ │ │ │ │ │ │ │ │ │
│ │ │ │ │ │ │ │ │ │ │ │ │ └─>Joana (1366-1426)
│ │ │ │ │ │ │ │ │ │ │ │ │ X Guiu de Rougemont
│ │ │ │ │ │ │ │ │ │ │ │ │
│ │ │ │ │ │ │ │ │ │ │ │ └─>Pere (1343-1419), senyor de Malain
│ │ │ │ │ │ │ │ │ │ │ │ X Margarida de Chappes
│ │ │ │ │ │ │ │ │ │ │ │
│ │ │ │ │ │ │ │ │ │ │ ├─>Pere I (1322-), senyor de Malain
│ │ │ │ │ │ │ │ │ │ │ │ X Margarida de Chappes
│ │ │ │ │ │ │ │ │ │ │ │ │
│ │ │ │ │ │ │ │ │ │ │ │ ├─>Maria (1344-)
│ │ │ │ │ │ │ │ │ │ │ │ │ X 1) Enric II de Sauvement
│ │ │ │ │ │ │ │ │ │ │ │ │ X 2) Guiu de Boval, senyor de Naveuse
│ │ │ │ │ │ │ │ │ │ │ │ │
│ │ │ │ │ │ │ │ │ │ │ │ └─>Esteve (1345-1367), sacerdot
│ │ │ │ │ │ │ │ │ │ │ │
│ │ │ │ │ │ │ │ │ │ │ └─>Hug (1324- després de 1359), monjo
│ │ │ │ │ │ │ │ │ │ │
│ │ │ │ │ │ │ │ │ │ └─>Filibert I (1300-després de 1362), senyor de Couches
│ │ │ │ │ │ │ │ │ │ X Maria de Frolois
│ │ │ │ │ │ │ │ │ │ │
│ │ │ │ │ │ │ │ │ │ ├─>Hug de Montagu (1325-), senyor de Couches
│ │ │ │ │ │ │ │ │ │ │ X 1) Joana de Seignelay
│ │ │ │ │ │ │ │ │ │ │ X 2) Joana de Vaux 
│ │ │ │ │ │ │ │ │ │ │ │
│ │ │ │ │ │ │ │ │ │ │ ├1>Joan de Montagu, (1346-1382)
│ │ │ │ │ │ │ │ │ │ │ │
│ │ │ │ │ │ │ │ │ │ │ ├1>Filibert II (1348-1406), senyor de Couches
│ │ │ │ │ │ │ │ │ │ │ │ X 1) Margarida de Seignelay
│ │ │ │ │ │ │ │ │ │ │ │ X 2) Joana de Vienne
│ │ │ │ │ │ │ │ │ │ │ │ │
│ │ │ │ │ │ │ │ │ │ │ │ ├2>Joan II (1380- després de 1435), senyor de Couches
│ │ │ │ │ │ │ │ │ │ │ │ │ X Isabel de Mello
│ │ │ │ │ │ │ │ │ │ │ │ │ │
│ │ │ │ │ │ │ │ │ │ │ │ │ ├─>Claudi (1404-1471), senyor de Couches
│ │ │ │ │ │ │ │ │ │ │ │ │ │ X Lluisa de La Tour d'Auvergne
│ │ │ │ │ │ │ │ │ │ │ │ │ │ │
│ │ │ │ │ │ │ │ │ │ │ │ │ │ └i>Joana 
│ │ │ │ │ │ │ │ │ │ │ │ │ │ X Hug de Rabutin, senyor d'Epiry i de Balon
│ │ │ │ │ │ │ │ │ │ │ │ │ │
│ │ │ │ │ │ │ │ │ │ │ │ │ └─>Felipa (1410-1462)
│ │ │ │ │ │ │ │ │ │ │ │ │ X Lluís de La Trémoille, comte de Joigny
│ │ │ │ │ │ │ │ │ │ │ │ │
│ │ │ │ │ │ │ │ │ │ │ │ ├2>Odot (-1406)
│ │ │ │ │ │ │ │ │ │ │ │ │ X Margarita de Sennecey
│ │ │ │ │ │ │ │ │ │ │ │ │
│ │ │ │ │ │ │ │ │ │ │ │ ├2>Oda o Odeta 
│ │ │ │ │ │ │ │ │ │ │ │ │ X Berald II de Coligny, senyor de Cressia
│ │ │ │ │ │ │ │ │ │ │ │ │
│ │ │ │ │ │ │ │ │ │ │ │ ├2>Caterina (1383-)
│ │ │ │ │ │ │ │ │ │ │ │ │ X Alexandre III de Blaizy
│ │ │ │ │ │ │ │ │ │ │ │ │
│ │ │ │ │ │ │ │ │ │ │ │ ├2>Maria 
│ │ │ │ │ │ │ │ │ │ │ │ │ X Joan I Damas, senyor de Villiers
│ │ │ │ │ │ │ │ │ │ │ │ │
│ │ │ │ │ │ │ │ │ │ │ │ └2>Filiberta 
│ │ │ │ │ │ │ │ │ │ │ │ X Guillem II senyor d'Etrabonne (+1453)
│ │ │ │ │ │ │ │ │ │ │ │
│ │ │ │ │ │ │ │ │ │ │ ├1>Joana (1350- després de 1400), abbadessa de Crisenon
│ │ │ │ │ │ │ │ │ │ │ │
│ │ │ │ │ │ │ │ │ │ │ ├1>Hug (1351-després de 1380)
│ │ │ │ │ │ │ │ │ │ │ │
│ │ │ │ │ │ │ │ │ │ │ └1>Alexandre (-1417), abat de Flavigny
│ │ │ │ │ │ │ │ │ │ │
│ │ │ │ │ │ │ │ │ │ └─>FilibertA (1328-després de 1356)
│ │ │ │ │ │ │ │ │ │ X Enric de Longwy (+1396)
│ │ │ │ │ │ │ │ │ │
│ │ │ │ │ │ │ │ │ ├2>Guillem (1276-després 1313)
│ │ │ │ │ │ │ │ │ │
│ │ │ │ │ │ │ │ │ ├2>Joana (1280-1316), abbadesa d'Autun
│ │ │ │ │ │ │ │ │ │
│ │ │ │ │ │ │ │ │ └2>Eudes (1290-1349), senyor de Marigny-le-Cahouet
│ │ │ │ │ │ │ │ │ X Joana de La Roche-Vanneau
│ │ │ │ │ │ │ │ │ │
│ │ │ │ │ │ │ │ │ ├─>Agnes (1330-?)
│ │ │ │ │ │ │ │ │ │ X Joan de Villars, senyor de Montelier i de Belvoir
│ │ │ │ │ │ │ │ │ │
│ │ │ │ │ │ │ │ │ ├─>Girard (1332- després de 1367), senyor de Montoillot
│ │ │ │ │ │ │ │ │ │ │
│ │ │ │ │ │ │ │ │ │ ├─>Joan (1363- després de 1410), senyor de Montoillot
│ │ │ │ │ │ │ │ │ │ │ X Margarida de Germolles
│ │ │ │ │ │ │ │ │ │ │
│ │ │ │ │ │ │ │ │ │ ├─>Odot (1365-1400)
│ │ │ │ │ │ │ │ │ │ │ X 1) Margarida de Sennecey
│ │ │ │ │ │ │ │ │ │ │ X 2) Joana de Mimeurs
│ │ │ │ │ │ │ │ │ │ │
│ │ │ │ │ │ │ │ │ │ └─>Agnes (1362-1367)
│ │ │ │ │ │ │ │ │ │
│ │ │ │ │ │ │ │ │ └─>Guillem (1335- després de 1380), senyor de Marigny
│ │ │ │ │ │ │ │ │ X Joana de Dracy 
│ │ │ │ │ │ │ │ │
│ │ │ │ │ │ │ │ ├2>Oudard (1264-després de 1333), senyor de Montagu
│ │ │ │ │ │ │ │ │ X 1) Joana de Sainte-Croix
│ │ │ │ │ │ │ │ │ X 2) Joana de la Roche-du-Vaoel
│ │ │ │ │ │ │ │ │ │
│ │ │ │ │ │ │ │ │ ├1>Joana (1301- després de 1375), senyora de Villers-sur-Saone, de Savigny i de Beaumont
│ │ │ │ │ │ │ │ │ │ X Rainaldo Orsini
│ │ │ │ │ │ │ │ │ │
│ │ │ │ │ │ │ │ │ ├1>Margarida (1303- ?)
│ │ │ │ │ │ │ │ │ │ X Giordano Orsini
│ │ │ │ │ │ │ │ │ │
│ │ │ │ │ │ │ │ │ ├1>Joana (1304- després de 1347), monja a Chalons
│ │ │ │ │ │ │ │ │ │
│ │ │ │ │ │ │ │ │ ├1>Enric (1306-1349), senyor de Montagu
│ │ │ │ │ │ │ │ │ │ X Joana de Vienne
│ │ │ │ │ │ │ │ │ │ │
│ │ │ │ │ │ │ │ │ │ └─>Hugueta (1330-1347)
│ │ │ │ │ │ │ │ │ │
│ │ │ │ │ │ │ │ │ ├1>Isabel (1308-), senyora de Leisot
│ │ │ │ │ │ │ │ │ │ X Robert II Damas, vescomte de Chalon-sur-Saone
│ │ │ │ │ │ │ │ │ │
│ │ │ │ │ │ │ │ │ ├1>Oudard (1312-1340), monjo a Reims
│ │ │ │ │ │ │ │ │ │
│ │ │ │ │ │ │ │ │ └1>Agnes de Montagu
│ │ │ │ │ │ │ │ │ X 1) Joan de Villars
│ │ │ │ │ │ │ │ │ X 2) Jofré II de Clermont-en-Viennois
│ │ │ │ │ │ │ │ │
│ │ │ │ │ │ │ │ ├2>Alix (1266- després de 1332), senyora de Saint-Maurice-en-Thizoueilles
│ │ │ │ │ │ │ │ │ X Guillem de Joigny
│ │ │ │ │ │ │ │ │
│ │ │ │ │ │ │ │ └2>Agnes (1268- després de 1298)
│ │ │ │ │ │ │ │
│ │ │ │ │ │ │ ├─>una filla (1223-morta jove)
│ │ │ │ │ │ │ │
│ │ │ │ │ │ │ ├─>una filla (1225-morta jove)
│ │ │ │ │ │ │ │
│ │ │ │ │ │ │ ├─>Felip (1227- després de 1277), senyor de Chagny
│ │ │ │ │ │ │ │ X 1) Flora, senyora d'Antigny
│ │ │ │ │ │ │ │ X 2) NN
│ │ │ │ │ │ │ │ │
│ │ │ │ │ │ │ │ ├1>Joana (1257- després de 1290), senyora d'Antigny
│ │ │ │ │ │ │ │ │ X Dieteric o Dietrich de Mömpelgard 
│ │ │ │ │ │ │ │ │
│ │ │ │ │ │ │ │ ├2>Isabel (1261-després de 1282)
│ │ │ │ │ │ │ │ │
│ │ │ │ │ │ │ │ ├2>Margarida (1262-1328), senyora de Gergy
│ │ │ │ │ │ │ │ │ X Eudes de Frolois, senyor de Molinot 
│ │ │ │ │ │ │ │ │
│ │ │ │ │ │ │ │ └2>Alixant (1264- després de 1282)
│ │ │ │ │ │ │ │
│ │ │ │ │ │ │ ├─>Gaucher (1230- després de 1255), senyor de Jambles
│ │ │ │ │ │ │ │
│ │ │ │ │ │ │ ├─>Eudes (1231-després de 1255), senyor de Cortiambles
│ │ │ │ │ │ │ │
│ │ │ │ │ │ │ ├─>una filla (1229-morta jove)
│ │ │ │ │ │ │ │
│ │ │ │ │ │ │ └─>Margarida (1232- després de 1255), dama de Villeneuve
│ │ │ │ │ │ │ X Pere de Palleau 
│ │ │ │ │ │ │
│ │ │ │ │ │ ├─>una filla (1197- morta jove)
│ │ │ │ │ │ │
│ │ │ │ │ │ ├─>Alix (1198-després de 1265), abadessa a Pralon
│ │ │ │ │ │ │
│ │ │ │ │ │ ├─>una filla (1199-morta jove)
│ │ │ │ │ │ │
│ │ │ │ │ │ ├─>Alexandre (1201-1261), bisbe de Chalon-sur-Saone
│ │ │ │ │ │ │
│ │ │ │ │ │ ├─>Girard (1203- després de 1222), senyor de Gergy
│ │ │ │ │ │ │ X Esquiva de Mömpelgard
│ │ │ │ │ │ │
│ │ │ │ │ │ └─>una filla (1205-morta jove)
│ │ │ │ │ │
│ │ │ │ │ ├1>Dolça (1175 - després de 1219)
│ │ │ │ │ │ X Simó de Sémur (mort el 1219) senyor de Luzy
│ │ │ │ │ │
│ │ │ │ │ ├1>Alix (morta el 1177)
│ │ │ │ │ │ X Berald VII, senyor de Mercoeur
│ │ │ │ │ │
│ │ │ │ │ │ 
Branque del Vienès (Viennois) 

│ │ │ │ │ ├2>
Andreu Guigues VI
 (1184 - 1237), delfí del Viennois
│ │ │ │ │ │ X 1) Beatriu de Sabran 
│ │ │ │ │ │ X 2) Beatriu of Montferrat
│ │ │ │ │ │ │
│ │ │ │ │ │ ├1>Beatriu (1205- després de 1248)
│ │ │ │ │ │ │ X 
Amauri VI de Montfort

│ │ │ │ │ │ │
│ │ │ │ │ │ ├2>
Guigues VII
 (1225-1270), delfí del Viennois
│ │ │ │ │ │ │ X Beatriu de Savoia
│ │ │ │ │ │ │ │
│ │ │ │ │ │ │ ├─>Joan (1264-1282), delfí del Viennois
│ │ │ │ │ │ │ │ X Bona de Savoia
│ │ │ │ │ │ │ │
│ │ │ │ │ │ │ ├─>Andreu (1267-després de 1270)
│ │ │ │ │ │ │ │
│ │ │ │ │ │ │ └─>Anna (-1301), delfina del Viennois
│ │ │ │ │ │ │ X Humbert de la Tour du Pin
│ │ │ │ │ │ │
│ │ │ │ │ │ └2>Joan (1227-1239)
│ │ │ │ │ │
│ │ │ │ │ ├2>Mafalta (Mahaut) (1190 - 1242)
│ │ │ │ │ │ X 
Joan I de Châlon

│ │ │ │ │ │
│ │ │ │ │ └2>Anna (1192 - 1243)
│ │ │ │ │ X 
Amadeu IV de Savoia
 (1197 - 1253)
│ │ │ │ │
│ │ │ │ └─>Mafalda (Mahaut) (?-1202)
│ │ │ │ X 
Robert IV comte d'Alvèrnia

│ │ │ │
│ │ │ ├─>Gautier (1120-1180), arquebisbe de Besançon
│ │ │ │
│ │ │ ├─>Hugs (1121-1171) 
el ros panotxa
, senyor de Navilly
│ │ │ │ X Isabel de Thiern
│ │ │ │ │
│ │ │ │ ├─>Guillem
│ │ │ │ │
│ │ │ │ └─>Sibil·la
│ │ │ │ X Anseric IV de Montréal
│ │ │ │
│ │ │ ├─>Robert (1122-1140) bisbe d'Autun
│ │ │ │
│ │ │ ├─>Enric (1124-1170) senyor de Flavigny, bisbe d'Autun
│ │ │ │
│ │ │ ├─>Ramon (1125-1156), senyor de Grignon i de Montpensier
│ │ │ │ X Alix de Thiern
│ │ │ │ │
│ │ │ │ ├─>Hug (1147-1156)
│ │ │ │ │
│ │ │ │ └─>
Matilda o Mafalda
 (1150-1192)
│ │ │ │ X 1) Eudes d'Issoudun
│ │ │ │ X 2) 
Guiu de Nevers

│ │ │ │ X 3) Pere de Flandes
│ │ │ │ X 4) 
Robert II de Dreux

│ │ │ │
│ │ │ ├─>Sibil·la (1126-1150)
│ │ │ │ X 
Roger II de Sicília
 (-1154)
│ │ │ │
│ │ │ ├─>Dolça (1128-)
│ │ │ │ X Ramon de Grancey
│ │ │ │
│ │ │ ├─>Matilda (1130-)
│ │ │ │ X 
Guillem VII de Montpellier

│ │ │ │
│ │ │ └─>Aremburga (1132-), monja
│ │ │
│ │ └─>Enric (1087-1131), sacerdot
│ │
│ ├─>Robert (1059-1111), bisbe de Langres
│ │
│ ├─>Renald (1065-1092), abat de Saint-Pierre a Flavigny
│ │
│ └─>
Enric de Borgonya
, comte de Portugal (1066-1112)
│ X Teresa de Portugal
│ │
│ └─>
Casa Reial de Portugal

│
├1>Robert (1040-1113)
│
├1>Simó (1044-1088)
│
├1>Constança (1046-1093)
│ X 1) 
Hug II de Chalon
 (-1078)
│ X 2) 
Alfons VI de Castella
 (1040-1109)
│
└2>Hildegarda, (1050-després de 1104)
X 
Guillem VIII de Poitiers
 (1025-1086)
```